# 豊橋交響楽団
豊橋交響楽団（とよはしこうきょうがくだん）（Toyohashi Symphony Orchestra）は、愛知県豊橋市を中心に活動するアマチュアオーケストラである。

## 歴史
1965年、豊橋市立羽田中学校オーケストラ部卒業生を中心に、前身である「豊橋リードフィルハーモニー交響楽団」を結成。同年6月、第1回定期演奏会を行う。以後、定期演奏会と愛知県内を中心とする巡回コンサートを活動の両輪として今日に至っている。
1971年の東京公演を機に、「日本アマチュアオーケストラ連盟（JAO）」設立の中心団体の一つとなる。